# 久保眞一
久保 眞一（くぼ しんいち、1939年3月24日 - ）は、日本の元政治家。山梨県市川三郷町元町長（当選回数：5回）。市川大門町長（1期）、元市川大門町議会議員（1期）を歴任した。

## 来歴
山梨県市川三郷町生まれ。1999年（平成11年）4月、市川大門町議会議員に初当選。2003年（平成15年）、市川大門町長に初当選。
2005年（平成17年）10月1日、西八代郡市川大門町・三珠町・六郷町が合併し、市川三郷町が発足。同年11月8日告示、13日執行の市川三郷町長選挙に立候補し、無投票で初当選した。
2006年（平成18年）、支持者に高級牛肉などを贈ったとして公職選挙法違反の疑いで書類送検され、その後、起訴猶予処分になった。久保は辞職するも、同年9月24日に行われた出直しの町長選挙に立候補し、2回目の当選を果たした。
2017年（平成29年）、元自民党県議の丹沢和平を破り、5回目の当選を果たす。
2020年（令和2年）5月、町は、新型コロナウイルス感染症の拡大でマスクが不足していたことから、町内の業者からマスク6700箱を約2100万円（税込み価格）で購入する随意契約の締結案を町議会臨時会に提出し、同案は可決された。同年6月から8月にかけて、町は、町内の全世帯にあたる約6700世帯に1箱50枚入りのマスクを配布した。
2021年（令和3年）5月12日、町民3人は、上記の随意契約について、納入業者の選定理由が「極めて不明朗だ」などとして、久保はマスクの購入や配布の経費など計約2600万円を町に賠償すべきだとする住民監査請求を出した。前年に議会に提出した契約締結案では予定価格は1枚60円と設定されていたが、監査請求書では、この価格を導く市場調査を行ったのが3月下旬から4月上旬で、業者の見積もりを開封した5月21日にはもっと下落していたと主張している。
同年9月17日、官製談合防止法違反の疑いで、町議の秋山詔樹、設計事務所経営者とともに逮捕された。容疑は以下のとおりとされる。久保は、2016年11月執行の「新園舎整備建築外構設計業務委託」の入札方法を「指名型プロポーザル方式」から指名競争入札に変更。同入札で、設計事務所に落札させる目的で、談合に応じる設計会社5社を恣意的に選定し、同事務所経営者に入札参加業者を教えた。入札では2060万円の予定価格に対し、設計事務所が1980万円で落札（落札率96.1％）した。談合に応じた5社については公契約関係競売入札妨害の疑いがあるとしたが、3年の時効が経過していた。久保ら3人は官製談合防止法違反の時効（5年）が2カ月後に迫る中での逮捕となった。
10月5日、代理人を通じて市川三郷町議会議長宛に町長辞職願を提出し、受理された。これを受けて8日に臨時町議会が開かれ、久保の辞職に同意する議決が行われた。
10月7日、官製談合防止法違反の罪で起訴された。同日、別の官製談合の容疑で再逮捕された。再逮捕容疑は2017年5月～6月、生涯学習センターなどの入札の「指名型プロポーザル方式」の選定審査表の案文を、秋山容疑者を仲介して、設計事務所経営者に事前に渡し、有利になるよう内容を修正したというもの。10月27日、受注の見返りに現金200万円を受け取ったとして、加重収賄容疑で再逮捕された。2022年3月2日、甲府地方裁判所から加重収賄罪などで懲役3年、執行猶予5年を言い渡された。
2023年（令和5年）、町は久保と秋山、設計事務所経営者の3人に公正な落札価格との差額など約3800万円の支払いを求め甲府地方裁判所に提訴した。